# 언데드

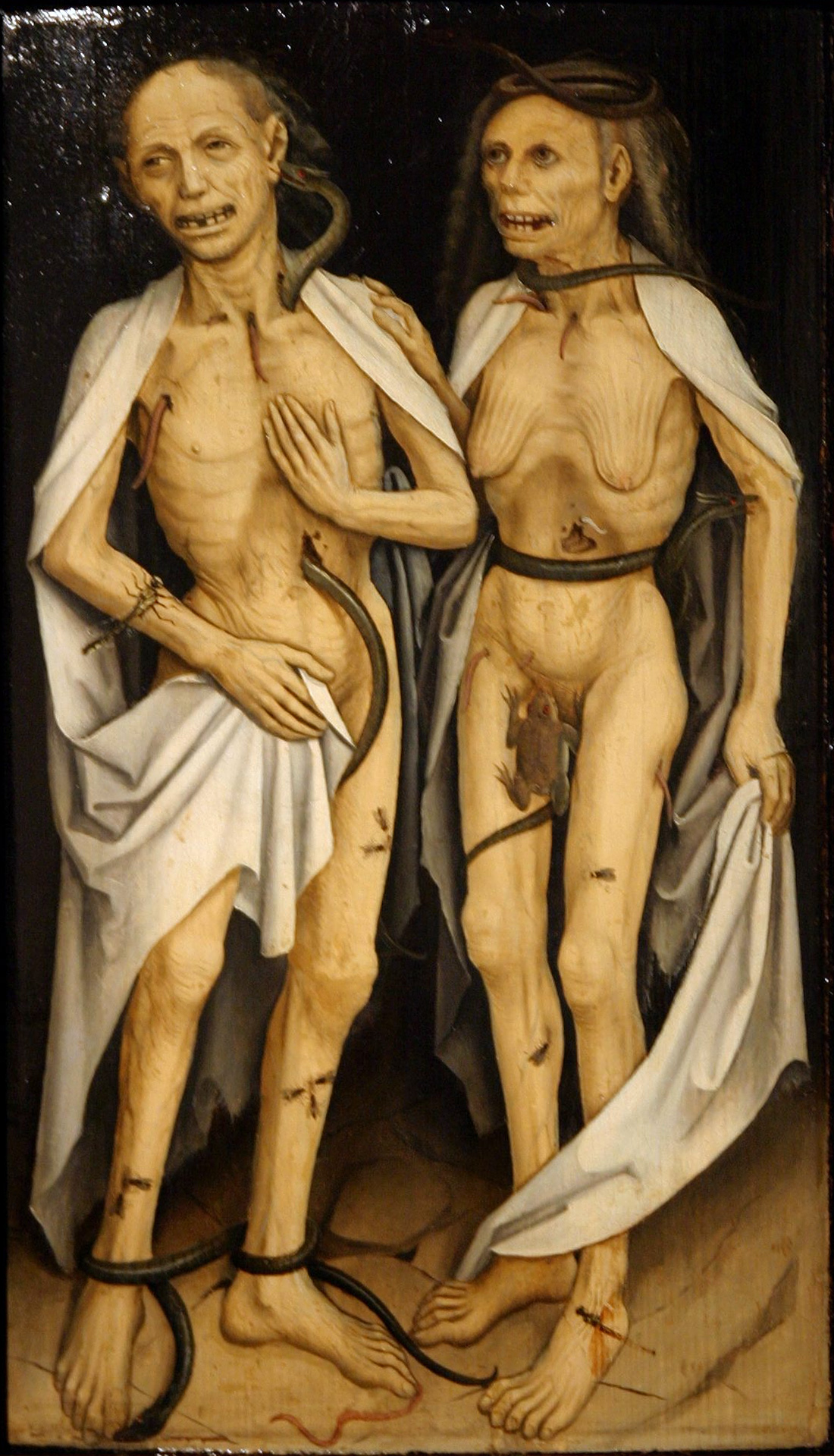
1470년경 그림, 〈망자 연인〉

언데드(undead)란 신화, 전설, 픽션 등에서 죽었는데 살아있는 것처럼 행동하는 존재들이다. 고스트 같은 무형의 언데드도 있고 흡혈귀나 좀비처럼 형체를 갖고 있는 것도 있다. 중국의 강시처럼, 대부분의 문화권에서 언데드에 대한 전승이 존재하며, 현대의 판타지나 호러 장르에서도 빈번히 사용되고 있다.
영어 표현 "언데드"가 오늘날의 용법으로 사용되기 시작한 것은 브램 스토커의 1897년 소설 《드라큘라》이다. 스토커 이전의 영어에서 "언데드"란 단순히 "데드"가 아닌, 즉 "살아있는"이라는 뜻이었다. 스토커는 흡혈귀만을 언데드라고 칭했고 다른 초자연적 존재들은 시대가 흐르면서 이 범주에 포함되었다. 현재 사용되는 용법으로 언데드란 대체로 한때 살아있었다가 죽었는데 살아있는 것처럼 행동하거나 생명의 특정 징후를 나타내는 초자연적 존재라는 의미로 사용되지만, 말을 사용하는 이에 따라서 매우 가변적이다.

## 같이 보기
- 내세
- 죽음의 신
- 영생
- 강령술
- 부활
- 빙의